# Vĩnh Thọ cung

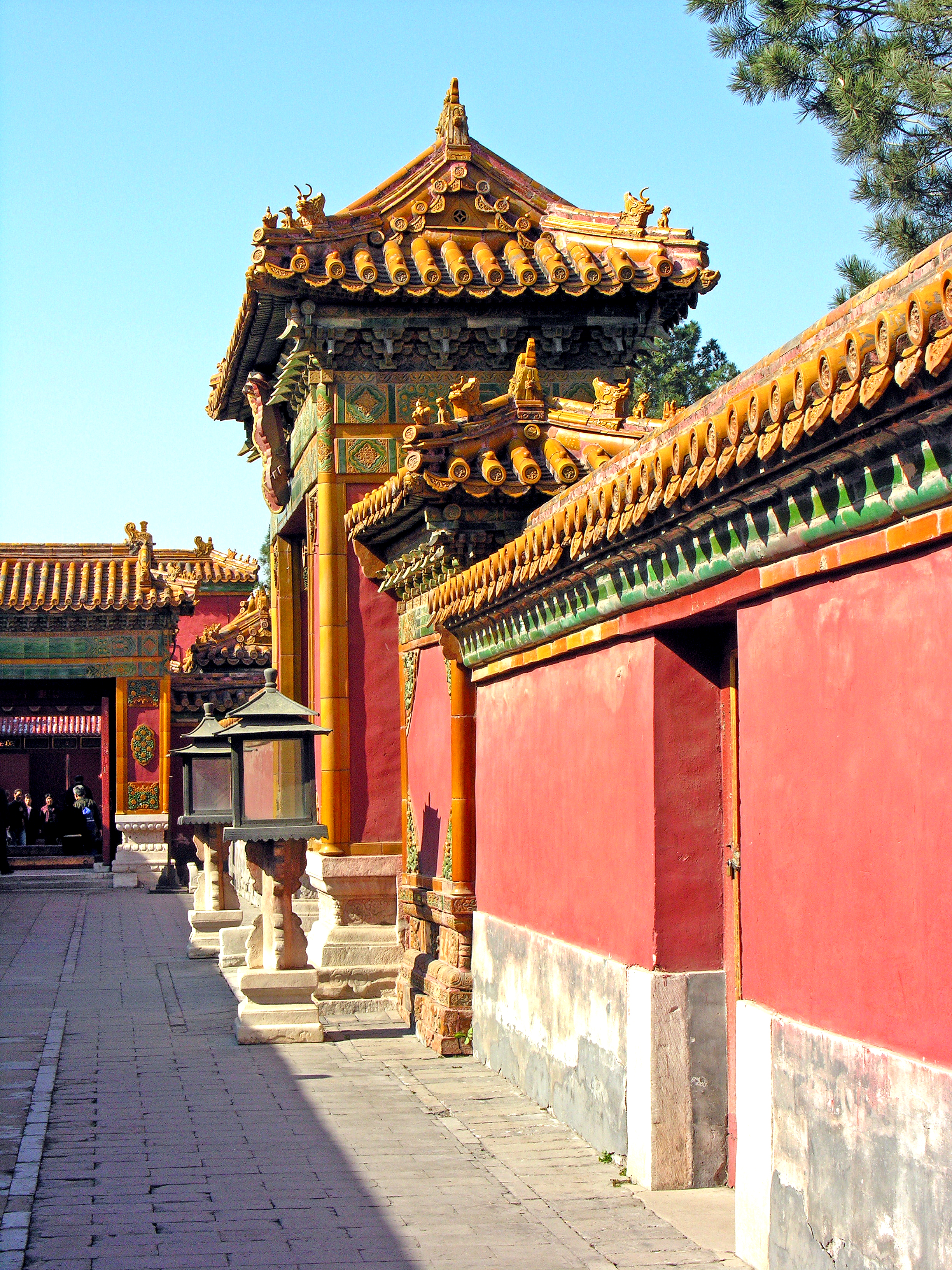
Ảnh chụp "Vĩnh Thọ môn".

Vĩnh Thọ cung (chữ Hán: 永壽宮), là một cung điện thuộc Tây lục cung tại Tử Cấm Thành, Bắc Kinh. "Vĩnh Thọ" có ý nghĩa là "Vĩnh Viễn Trường Thọ" (永远长寿).

## Lịch sử
Cung điện này được xây dựng từ thời nhà Minh. Năm Vĩnh Lạc thứ 18 (1420), dưới triều Minh Thành Tổ Chu Đệ, cung điện này đã hoàn thành, tên là [Trường Lạc cung; 長樂宮]. Năm Gia Tĩnh thứ 14 (1535), đổi tên thành [Dục Đức cung; 毓德宮]. Sang năm Vạn Lịch thứ 44 (1616), chính thức mang tên [Vĩnh Thọ cung], giữ đến khi nhà Thanh nhập quan. Cung điện này được tu sửa lần lượt năm Thuận Trị thứ 12 (1655), năm Khang Hi thứ 36 (1697) và năm Quang Tự thứ 23 (1897), tuy có những lần đại tu này song Vĩnh Thọ cung cơ bản vẫn giữ bố cục thời Minh.
Vào thời nhà Minh, Vĩnh Thọ cung thường là do tần phi cư trú, như Kỷ Thục phi sinh mẫu của Minh Hiếu Tông Chu Hựu Đường, hoặc bản thân Minh Tư Tông Sùng Trinh Đế từng ở cung này. Thời nhà Thanh, Vĩnh Thọ cung tiếp tục là nơi ở của các hậu phi, có Khác phi Thạch thị của Thanh Thế Tổ Thuận Trị Đế, Hiếu Thánh Hiến hoàng hậu trước khi dời qua Thọ Khang cung cũng ở đây khi đợi tang của Ung Chính Đế, rồi  Hiếu Nghi Thuần Hoàng hậu (khi mới được phong Lệnh tần), Thư phi, Phương phi cùng Thuận quý nhân của Thanh Cao Tông Càn Long Đế cũng lần lượt trú tại nơi này.
Năm Càn Long thứ 37 (1772), Hòa Thạc Hòa Khác công chúa hạ giá, đến năm thứ 54 (1789) Cố Luân Hòa Hiếu Công chúa hạ giá, đều cử hành lễ ở Vĩnh Thọ cung. Sang thời Đạo Quang, Vĩnh Thọ cung được dùng làm nơi cất giấu nhiều tài liệu mật, sang thời Quang Tự chính thức bị biến thành một nhà kho dùng để đồ ngự dụng. Có lẽ so với các cung thất, Vĩnh Thọ cung là nơi gần Dưỡng Tâm điện của Hoàng đế nhất.

## Kiến trúc

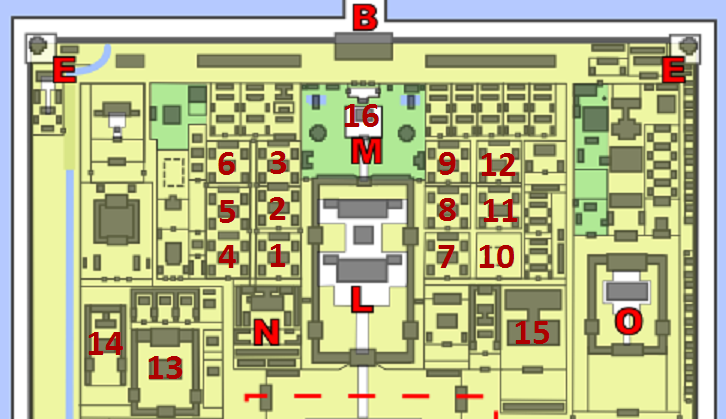
Sơ đồ khu vực Đông-Tây lục cung tại Tử Cấm Thành. Vĩnh Thọ cung là số (1).

Vĩnh Thọ cung, hướng Nam giáp Dưỡng Tâm điện, phía Bắc Dực Khôn cung, còn phía Tây là Khải Tường cung.
- Vĩnh Thọ môn (永壽門): cửa chính của cung. Ở Bắc hướng về Nam. Bên trong cánh cửa có một [Thạch ảnh bích; 石影壁].
- Vĩnh Thọ cung Chính điện (永壽宮正殿): đại điện ở tiền viện. Mặt rộng năm gian, ngói lưu ly vàng, dưới hiên có đấu củng, mái theo kiểu [Hiết Sơn đỉnh; 歇山顶]. Gian giữa có một tấm biển do Càn Long Đế viết, tên [Lệnh đức thục nghi; 令德淑儀]. Sau mỗi phùng ngày tết, phía vách tường đông treo [Thánh chế Ban Cơ từ liễn tán; 聖製班姬辭輦贊] của Càn Long Đế, bên tây treo [Ban Cơ từ liễn đồ; 班姬辭輦圖], từ đó các cung đều y theo không đổi[7].
  - Đông phối điện (東配殿) và Tây phối điện (西配殿): hai dãy điện phụ trước mặt Chính điện. Mỗi dãy ba gian, ngói lưu ly vàng, mái nhà được làm theo kiểu [Nghạnh Sơn đỉnh; 硬山顶]. Hướng nam và bắc của các phối điện đều có [Nhĩ phòng; 耳房].
- Hậu điện (后殿): đại diện ở hậu viện. Điện có năm gian, ngói lưu ly vàng theo kiểu Nghạnh Sơn đỉnh, dưới hiên có đấu củng. Hai bên sườn đều có các Nhĩ phòng. Có Đông phối điện và Tây phối điện: tương tự hai phối điện ở tiền viện.
  - Tỉnh đình (井亭): hướng Đông Nam, một tòa đình che miệng giếng.

## Hình ảnh

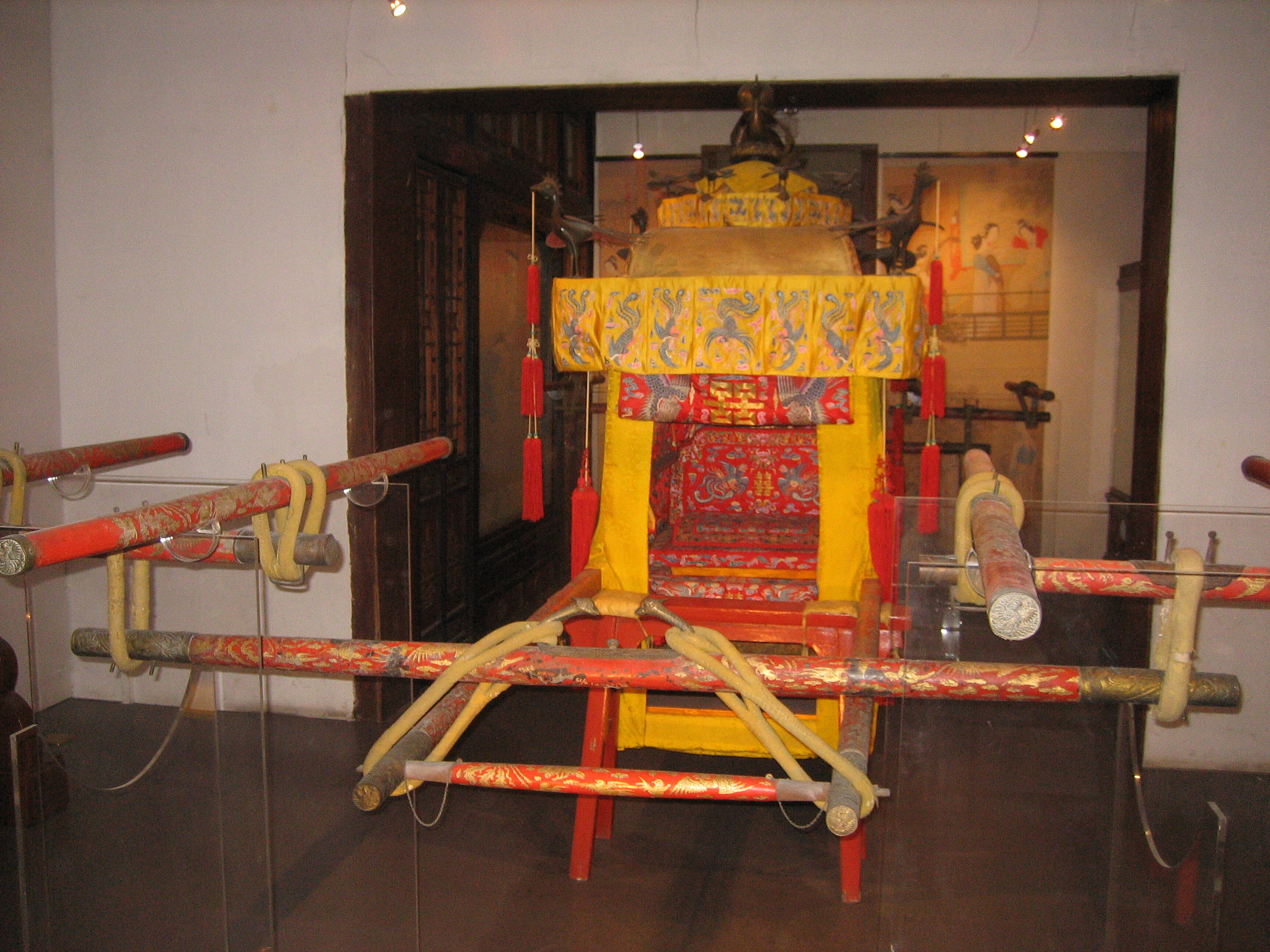
Cỗ kiệu trưng bày tại Vĩnh Thọ cung.
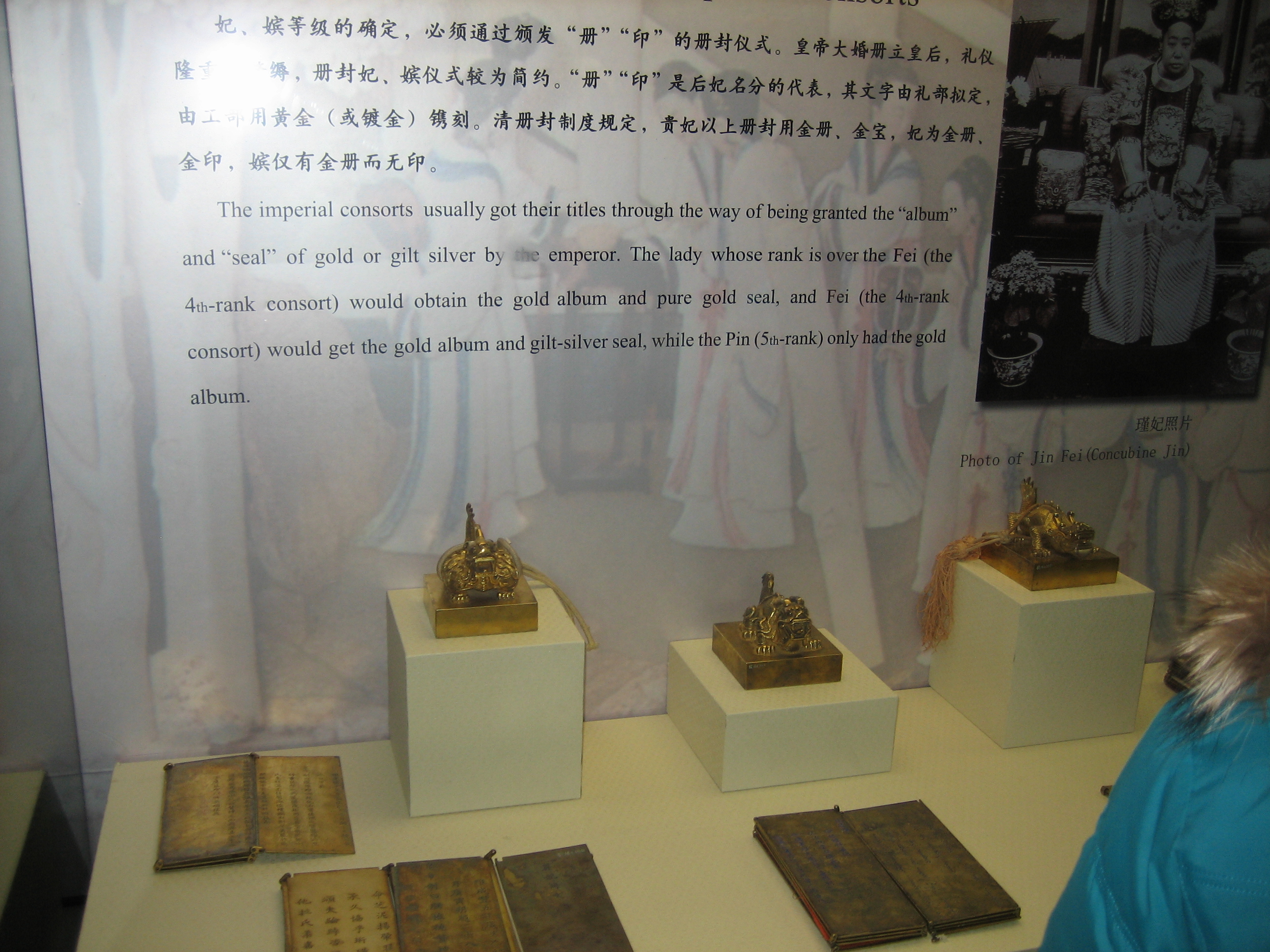
Triển lãm "Sắc phong chế độ" tại Vĩnh Thọ cung.
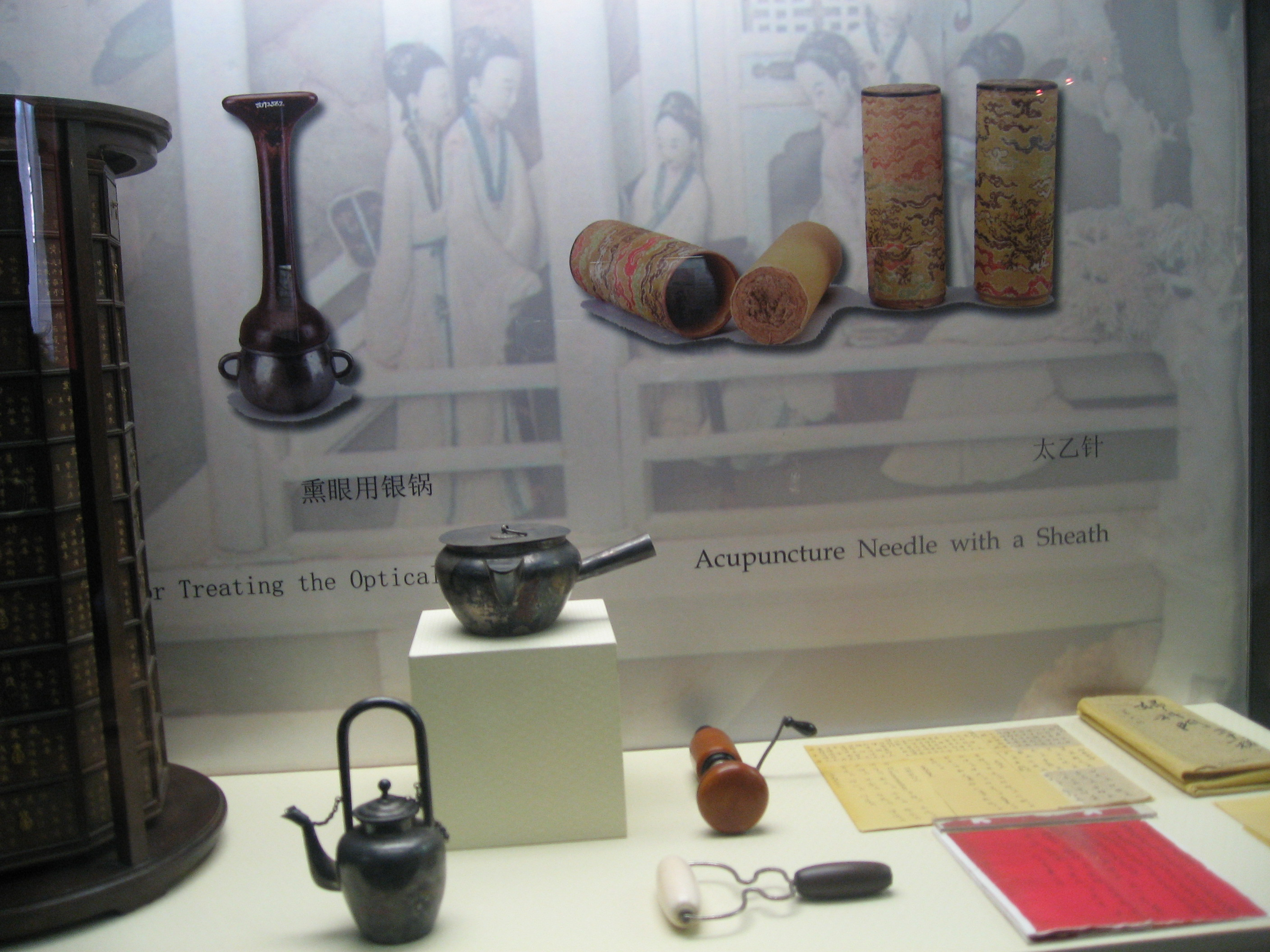
Triển lãm đồ dùng vệ sinh tại Vĩnh Thọ cung.
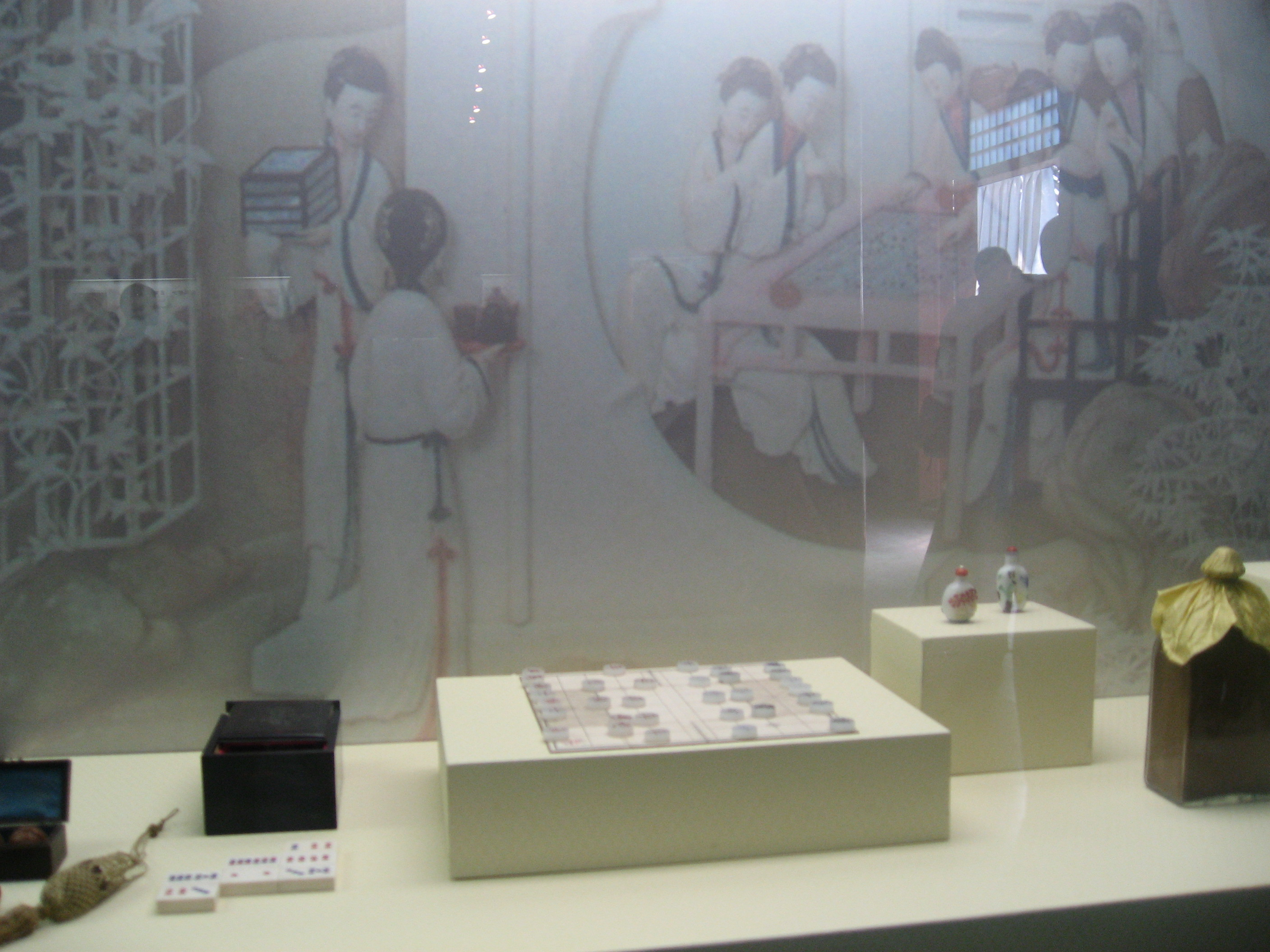
Triển lãm đồ dùng giải trí tại Vĩnh Thọ cung.